# 林遜
林遜，潮州府潮阳县人，明朝政治人物、进士出身。
洪武十八年，登进士，任福清縣知縣。